# Совінкі
Совінкі (пол. Sowinki, нім. Rohrwiese) — село в Польщі, у гміні Мосіна Познанського повіту Великопольського воєводства.
Населення — 119 осіб (2011).
У 1975-1998 роках село належало до Познанського воєводства.

## Демографія
Демографічна структура станом на 31 березня 2011 року:
|          | Загалом | Допрацездатний вік | Працездатний вік | Постпрацездатний вік |
| -------- | ------- | ------------------ | ---------------- | -------------------- |
| Чоловіки | 54      | 12                 | 39               | 3                    |
| Жінки    | 65      | 23                 | 34               | 8                    |
| Разом    | 119     | 35                 | 73               | 11                   |